# 立原氏
立原氏（たちはらし）は、日本の武家の氏族。

## 桓武平氏鹿島氏流 立原氏
常陸国鹿島郡立原邑に立原氏がある。代々、立原城主。本姓は桓武平氏。家系は常陸平氏大掾氏の一門・鹿島氏の庶流といい、鹿島成幹の子・立原五郎久幹を祖とする。代々、常陸守護職 佐竹氏の家臣あるいは常陸守護代江戸氏の家臣となる。
以下に鹿島氏流立原氏の初代から7代までの系図を示す。
```
大掾系図
〇鹿島成幹 ＝ ◎立原五郎久幹 ―― 五郎次郎盛幹 ― 小五郎久幹 ―― 小五郎兼幹 ―― 重幹 ―― 小兵太武幹 ―― 平六詮幹… 子孫在別 
```

戦国期の佐竹氏では、藤原氏の流れをくむ関東管領 上杉氏から常陸源氏の流れをくむ佐竹氏に義人が婿養子したことで、上杉の養子を迎えた佐竹宗家と源氏の家系にこだわる有力一門 山入氏との間で百年に渡る内紛が起きていたが、文明10年（1478年）1月、義人の孫で宗家を継いだ佐竹義治は、対山入方の備えとして三男・久米義武を久米城に入れたとされ、さらに義武を補佐する四殿衆として石沢河内介、瀬尾大膳、内藤掃部らと並んで立原筑後らが同城に配されたという。しかし、1月28日未明、山入方の大将 山入義知が子 義房と弟 四郎次郎義顕を先陣として国安城を出て、義知自身も下野国の国人領主 那須資持勢200を味方として出陣してきた際、山入方の大将 義知、その嫡男 義房こそ討ち取ったものの、宗家方も佐竹義武をはじめ小田野中務大輔義安が討ち死にし、四殿衆も立原筑後、瀬尾大膳が討ち取られるなど敗北を喫したと記録されている。
しかし、その後も立原氏の家系は断絶することはなく、佐竹宗家の佐竹家中の衆に立原雅禾介、岩城・菊田郡衆として、千葉之衆、立原大蔵介の名が見える他、佐竹東家 安島吉兵衛信次の系図には、立原惣左衛門の女が、安島吉兵衛信忠に嫁ぎ、嫡男 安島伝次信詮を生むと記録されている。また、子孫には佐竹氏の秋田転封に動向し秋田藩士となった者、佐竹氏重臣 小野岡氏の家臣となった者、常陸国に留まり水戸藩士となったものがいる。
また、江戸氏の家臣としては、『江戸氏旧臣録』に小幡村に185貫を領する立原内記及び130貫を領する立原大学の名が見える。

## 秋田藩士 立原氏

### 秋田藩士 立原氏系図
秋田県公文書館『系図目録I』並びに『系図目録II』に佐竹氏家臣 立原氏と小野岡氏家臣の立原氏系図がある。『系図目録I』においては2つの家系が収録されている。
立原富敬流は富敬の時代に常陸国から秋田に下るという。知行は30石。
```
系譜 　立原富敬―富常―富勝―富菊―信詮
```

```
系譜 立原又兵衛―某―又兵衛―友之允―又七
```

という系図が収録されている。関連して、立原七兵衛に関する資料についても紹介がある。
また、『系図目録II』には「小野岡大和家人立原氏系図」があり、
```
系譜 立原従基―幸秀―当純―伯知―亮候―年郷―年信
```

という系図が掲載されている。

## 水戸藩士 立原氏(立原蘭渓流)
前項の一族。貞保の代から水戸藩士となり、徳川宗堯に仕官したという。立原蘭渓がはじめて世に知られるようになる。蘭渓には嫡男の立原翠軒萬、早世する演、永井方教の室となる於幸がいた。
嫡男 翠軒は山崎氏と婚姻し、杏所任と鶴見氏に養子入りする弘を生む。立原氏はこの翠軒、杏所の代に藩で重用されたことで家運向上した。ちなみに、杏所には9人の子があり、長女・阿端、於青、長男・元三郎、二男・清彦、三女・栗、三男・朴二郎、徳川斉昭側室で喜連川縄氏の生母となる四女・利子（夏）、友部煕正に嫁す五女・辰子、千葉道三郎に嫁す六女・稲子がいた。このうち、家督は三男 朴二郎が継ぎ、水戸藩家老・安島帯刀信立の娘婿となるが、尊皇攘夷運動に加わり、死罪となる。なお、朴二郎には妻・松子との間に、早世する萬之介と長女・羊子がおり、羊子の婿に野口氏より豊三郎を迎える。豊三郎は妻との間に佐武郎が生まれるという。
```
系譜 　立原伊豆守 ― 和泉守 ― 源左衛門 ― 豊前守 ― 甚五郎朝重 ― 庄左衛門幹古 ― 〇貞保 ― 蘭渓朝豊 翠軒萬 ― 杏所任 ― 朴二郎瓚 ― 豊三郎 ― 佐武郎
```

### 水戸藩士 立原氏分家
前項の水戸藩士 立原氏の流れで詩人の立原道造につながる一族があるという。
立原佐之助は妻に溝口つやを娶り、一人娘の立原朝子に中村氏から平右衛門を婿に迎える。二人には、長女で岩崎万太郎の妻となるとり、長男で早世する清実、とめ、中村栄吉の妻となるつや、四女で早世するけいが生まれる。立原氏の家督は、二女とめが、婿に貞次郎を迎え継承し、道造、達夫を儲ける。立原とめの談によると、とめは翠軒の四代目にあたるという。但し、これは子 立原道造の詩集である『立原道造全集』の解説の中でも、系図上必ずしも明らかでない点も指摘されている。
```
系譜  立原佐之助 ― 平右衛門 ― 貞次郎 ― 道造 
```

### その他の立原氏及び関連人物
同じく水戸藩に、別系統の立原氏がある。
- 立原源太兵衛 水戸藩士。馬廻。諱は久大。安政6年(1859年)に南上勢とともに下総国松戸にあって、藩より帰国命令を受けるがこれを拒否して自刃する。享年38。靖国神社合祀[14]。
- 立原市平 常陸国行方郡辻村の百姓。小山守。天狗党の乱に加わり、那珂湊で砲創に携わり、帰宅途中、慶応元年(1865年)6月23日獄死する。享年57。靖国神社合祀[15]。
- 立原市三郎  立原市平の子。慶応元年(1865年)6月14日、獄死する。享年30。靖国神社合祀[16]。
- 立原総吉  茨城郡鯉淵村の百姓。天狗党に加わり、慶応元年(1865年)10月3日、郡獄で病死する[17]。
- 柿栖次郎右衛門 立原喜言の三男で柿栖敦行の養子。諱は敦重という。天狗党に属すが元治元年（1864年）、役を免ぜられ下獄、慶応元年10月25日、水戸の獄で斬られる。享年23。水戸常磐墓地に墓。靖国神社合祀[18]。

## 中国地方の立原氏
中国地方には上記　鹿島氏流とは別氏族の立原氏があった。安西軍策に立原源太郎久盛、備前守、源太兵衛らの名がみえる。また、『亀井茲矩伝』3巻に戦国大名 尼子氏の家臣かつ山中鹿之助の叔父として立原源太兵衛久綱の名がある。